# Club Life: Volume One Las Vegas
Club Life: Volume One Las Vegas è un album di Tiësto, pubblicato il 4 aprile 2011.

## Tracce
1. Henrik B – Now And Forever (feat. Christian Älvestam)
2. Tom Hangs – Blessed (feat. Shermanology)
3. Cazzi Opeia – I Belong To You (Axel Bauer & Lanford Remix)
4. Steve Forte Rio – Slumber (feat. Lindsey Ray)
5. Lune – Girls With Bangs (Tiesto Remix)
6. Rebecca & Fiona – Bullets (Club Edit)
7. Dúné – Heiress Of Valentina (Alesso Exclusive Mix))
8. Tiësto & Marcel Woods – Don't Ditch
9. Amy Meredith – Young At Heart (Angger Dimas Remix)
10. Alex Sayz – Faces
11. Moguai – We Want Your Soul (Thomas Gold Remix)
12. Boys Will Be Boys – We Rock
13. Tiësto & Hardwell – Zero 76
14. Kaskade – Fire In Your New Shoes (feat. Martina Of Dragonette) (Sultan & Ned Shepard Electric Daisy Remix)
15. Tiësto vs Diplo – C'Mon